# Paramongaia weberbaueri
Paramongaia weberbaueri är en amaryllisväxtart som beskrevs av Velarde. Paramongaia weberbaueri ingår i släktet Paramongaia och familjen amaryllisväxter. Inga underarter finns listade i Catalogue of Life.